# Coppa Desafío 2018
La Coppa Desafío 2018 si è svolta dal 7 all'8 febbraio 2018: al torneo hanno partecipato quattro squadre di club argentine e la vittoria finale è andata per la prima volta all'UNTreF.

## Regolamento
Il torneo prevede la partecipazione dei quattro club meglio classificati al termine del girone d'andata (weekend 6) della Liga Argentina de Voleibol nella stagione corrente, che non siano già qualificati al campionato sudamericano per club e al Torneo Pre Sudamericano. I quattro club si affrontano in semifinali e finale in gara unica, accoppiati col metodo della serpentina.

## Squadre partecipanti
| Squadra          | Qualificazione                   | Ultima partecipazione |
| ---------------- | -------------------------------- | --------------------- |
| Libertad         | 6ª in Liga Argentina de Voleibol | Debutto               |
| Monteros         | 8ª in Liga Argentina de Voleibol | Debutto               |
| Obras Sanitarias | 7ª in Liga Argentina de Voleibol | Coppa Desafío 2017    |
| UNTreF           | 9ª in Liga Argentina de Voleibol | Debutto               |

## Torneo
|  | Semifinali       | Semifinali       | Semifinali |        |                  | Finale           | Finale | Finale |  |
|  |                  |                  |            |        |                  |                  |        |        |  |
|  | Obras Sanitarias | Obras Sanitarias | 3          |        |                  |                  |        |        |  |
|  | Obras Sanitarias | Obras Sanitarias | 3          |        |                  |                  |        |        |  |
|  | Monteros         | Monteros         | 1          |        |                  |                  |        |        |  |
|  | Monteros         | Monteros         | 1          |        | Obras Sanitarias | Obras Sanitarias | 2      |        |  |
|  |                  |                  |            |        | Obras Sanitarias | Obras Sanitarias | 2      |        |  |
|  |                  |                  | UNTreF     | UNTreF | 3                |                  |        |        |  |
|  | Libertad         | Libertad         | UNTreF     | UNTreF | 3                | 2                |        |        |  |
|  | Libertad         | Libertad         |            |        |                  |                  |        |        |  |
|  | UNTreF           | UNTreF           | 3          |        |                  |                  |        |        |  |

### Semifinali
| 7 febbraio 2018 La Calderita, San Jerónimo Norte Durata: 1h:37 - Spettatori: ? | Obras Sanitarias | 3 - 1 | Monteros | 25-21, 11-25, 25-14, 29-27       |
| 7 febbraio 2018 La Calderita, San Jerónimo Norte Durata: 2h:00 - Spettatori: ? | Libertad         | 2 - 3 | UNTreF   | 25-22, 18-25, 24-26, 25-22, 9-15 |

### Finale
| 8 febbraio 2018 La Calderita, San Jerónimo Norte Durata: 1h:54 - Spettatori: ? | Obras Sanitarias | 2 - 3 | UNTreF | 25-22, 23-25, 25-16, 22-25, 9-15 |